# Carbone (film)
Pour les articles homonymes, voir Carbone (homonymie).
Pour plus de détails, voir Fiche technique et Distribution.
Carbone est un thriller policier français coécrit et réalisé par Olivier Marchal, sorti en 2017.
Sur une idée et un scénario original d'Ali Hajdi, le film s'inspire de la fraude à la TVA sur les quotas de carbone de 2008-2009, dit le « casse du siècle ».
Ce film est sélectionné dans la catégorie « World Cinema » et projeté en avant-première mondiale au Festival international du film de Busan en octobre 2017.

## Synopsis
Antoine Roca est menacé de perdre l'entreprise familiale de transport routier. Après avoir parlé à son expert-comptable et ami Laurent Melki, il a l'idée d'une fraude à la TVA sur les quotas de carbone dans l'Union européenne. Pour cela, il contacte deux connaissances de soirées poker plus habituées aux fraudes, les frères Éric et Simon Wizman ainsi que leur mère, Dolly. Pour se lancer dans ses combines, cette petite bande a cependant besoin de fonds. Étant donné qu'Antoine est grillé dans la communauté juive à cause de son richissime beau-père, Aron Goldstein, ils doivent emprunter à une figure du grand banditisme, Kamel Dafri.

## Fiche technique
- Titre : Carbone
- Réalisation : Olivier Marchal
- Scénario : Emmanuel Naccache et Olivier Marchal, d'après une idée d’Ali Hajdi
- Costumes : Agnes falque
- Photographie : Antony Diaz
- Montage : Julien Perrin et Raphaele Urtin
- Musique : Erwann Kermorvant
- Production : Manuel Munz
- Sociétés de production : Les Films Manuel Munz ; Nexus Factory et EuropaCorp (coproductions)
- Sociétés de distribution : EuropaCorp Distribution (France), Belga Films (Belgique), Pathé Films AG (Suisse romande)
- Pays de production :  France
- Langue originale : français
- Format : couleur
- Genre : thriller et film de gangsters
- Durée : 104 minutes
- Dates de sortie : 
  - Corée du Sud : 13 octobre 2017[2] Festival international du film de Busan
  - France, Suisse romande : 1er novembre 2017
  - Belgique : 27 décembre 2017

## Distribution
- Benoît Magimel : Antoine Roca (inspiré d'Arnaud Mimran)
- Michaël Youn : Laurent Melki
- Gringe : Simon Wizman
- Idir Chender : Éric Wizman, frère de Simon
- Laura Smet : Noa Van Strecht, amante d'Antoine
- Dani : Dolly Wizman, mère de Simon et Éric
- Patrick Catalifo : Franck Moser
- Gérard Depardieu : Aron Goldstein, père de Dana
- Catherine Arditi : Madeleine Roca, la mère d'Antoine
- Micky Sébastian : Marion Sarkis
- Moussa Maaskri : Kamel Dafri
- Frédéric Épaud : L'inspecteur des impôts
- Jean-Philippe Mancini : Nono
- Naomie Winograd : Sonia
- Carole Brana : Dana Roca, fille d'Aron, épouse d'Antoine
- Katherine Erhardy : Arza Goldstein, mère de Dana, épouse d'Aron
- Noam Amiel : Tom Roca, fils d'Antoine et de Dana
- Manuel Munz : Denis Atlan
- Djessi Camara : William Krutel
- Farid Larbi : Saïd Benarfa
- Cédric Camus : l'adjoint de Franck Moser
- Min Man Ma : Victor Wong
- Davia Martelli : Elodie Wizman
- Christophe Favre : Ariel Vainberg

## Production

### Genèse et développement
Le scénario s'inspire de la fraude à la TVA sur les quotas de carbone qui a eu lieu entre 2008 et 2009. Le scénariste Emmanuel Naccache devait initialement en être également le réalisateur. Olivier Marchal devait alors incarner le policier Moser. Le projet ne se concrétisera que quelques années plus tard, sous l'impulsion du producteur Manuel Munz.

### Attribution des rôles
Olivier Marchal tourne avec plusieurs comédiens qu’il a déjà côtoyés : 
- Benoît Magimel qui était son partenaire dans Truands,
- Michaël Youn avec qui il partage l’affiche de Mon frère bien-aimé sur France 2
- Patrick Catalifo qu’il a dirigé dans Les Lyonnais et Borderline
- Gérard Depardieu qu'il a dirigé dans 36 quai des Orfèvres[5].

Gérard Depardieu et Benoît Magimel se retrouvent à nouveau, après avoir joué ensemble dans la série télévisée Marseille.
Moussa Maaskri et Michaël Youn ont précédemment joué dans Vive la France et Vidocq avec Gérard Depardieu. Maaskri a aussi joué dans la série No Limit avec Patrick Catalifo et les deux acteurs feront aussi le film Bronx.

### Tournage
Le tournage débute en octobre 2016. Il a lieu à Paris et en région parisienne, notamment à Villejuif, Saint-Ouen et Bagnolet. Il s'est achevé fin décembre 2016.

### Musique
La musique originale du film est composée par Erwann Kermorvant, fidèle collaborateur d'Olivier Marchal (36 quai des Orfèvres, Braquo, Les Lyonnais, Borderline). On peut par ailleurs entendre dans le film les chansons de rap Suicide social d'Orelsan et On pense tous monnaie monnaie de la Scred Connexion.

## Accueil

### Box Office
Cumulé en semaines d'exploitation:
| Pays ou région | Box-office      | Date d'arrêt du box-office | Nombre de semaines |
| -------------- | --------------- | -------------------------- | ------------------ |
| France         | 711 129 entrées | 20 décembre 2017           | 7                  |

### Critiques
Selon Dominique Poncet pour "Culture-Tops", paru dans Ouest France « la caméra d'Olivier Marchal s’est faite légère. Résultat : une mise en scène fluide, qui passe avec une belle virtuosité d’une scène à l‘autre et qui, même, s’accélère au fur et à mesure du déroulement de l’histoire. Le spectateur ne pourra plus quitter l’écran des yeux ».
Selon Jacques Mandelbaum du Monde.« la noirceur toujours trop ostentatoire des films d’Olivier Marchal [..] utilise le genre pour clouer au pilori l’humanité tout entière, et plus spécialement dans ce film des catégories bien spécifiques de ladite humanité » Inspiré de l’arnaque à la TVA carbone, le film  ethnicise de manière problématique le propos.

## Sélection
- Festival international du film de Busan 2017 : « World Cinema »[2]